# Округ Џуно (Висконсин)
Округ Џуно (енгл. Juneau County) је округ у америчкој савезној држави Висконсин.

## Демографија
По попису из 2010. године број становника је 26.664, што је 2.348 (9,7%) становника више него 2000. године.
| Група             | 2000.          | 2010.          |
| Белци             | 23.318 (95,9%) | 24.706 (92,7%) |
| Афроамериканци    | 81 (0,3%)      | 557 (2,1%)     |
| Азијати           | 106 (0,4%)     | 115 (0,4%)     |
| Хиспаноамериканци | 347 (1,4%)     | 687 (2,6%)     |
| Укупно            | 24.316         | 26.664         |